# Carlos Obregón Borrero
Carlos Roberto Obregón Borrero (Bogotá, 11 de noviembre de 1929 - Madrid, España, 3 de enero de 1963) fue un poeta colombiano asociado a la generación de Mito. Su obra empieza a ser reivindicada por la crítica luego de su muerte.
Las únicas obras de Obregón publicadas en vida fueron Distancia destruida y Estuario, que fueron reunidas póstumamente con otros poemas inéditos en el libro Obra poética de 1985.

## Obras
- Distancia destruida (Madrid, 1956)
- Estuario (Palma de Mallorca, 1961)
- Obra poética (Procultura, Bogotá, 1985)
- Estuario y otros poemas (Bogotá, 2004)